# برسي (مترو باريس)
برسي (بالفرنسية: Bercy)‏ هي محطة مترو تابعة لمترو باريس تقع في فرنسا في الدائرة الثانية عشرة في باريس.[بحاجة لمصدر]

## معرض صور

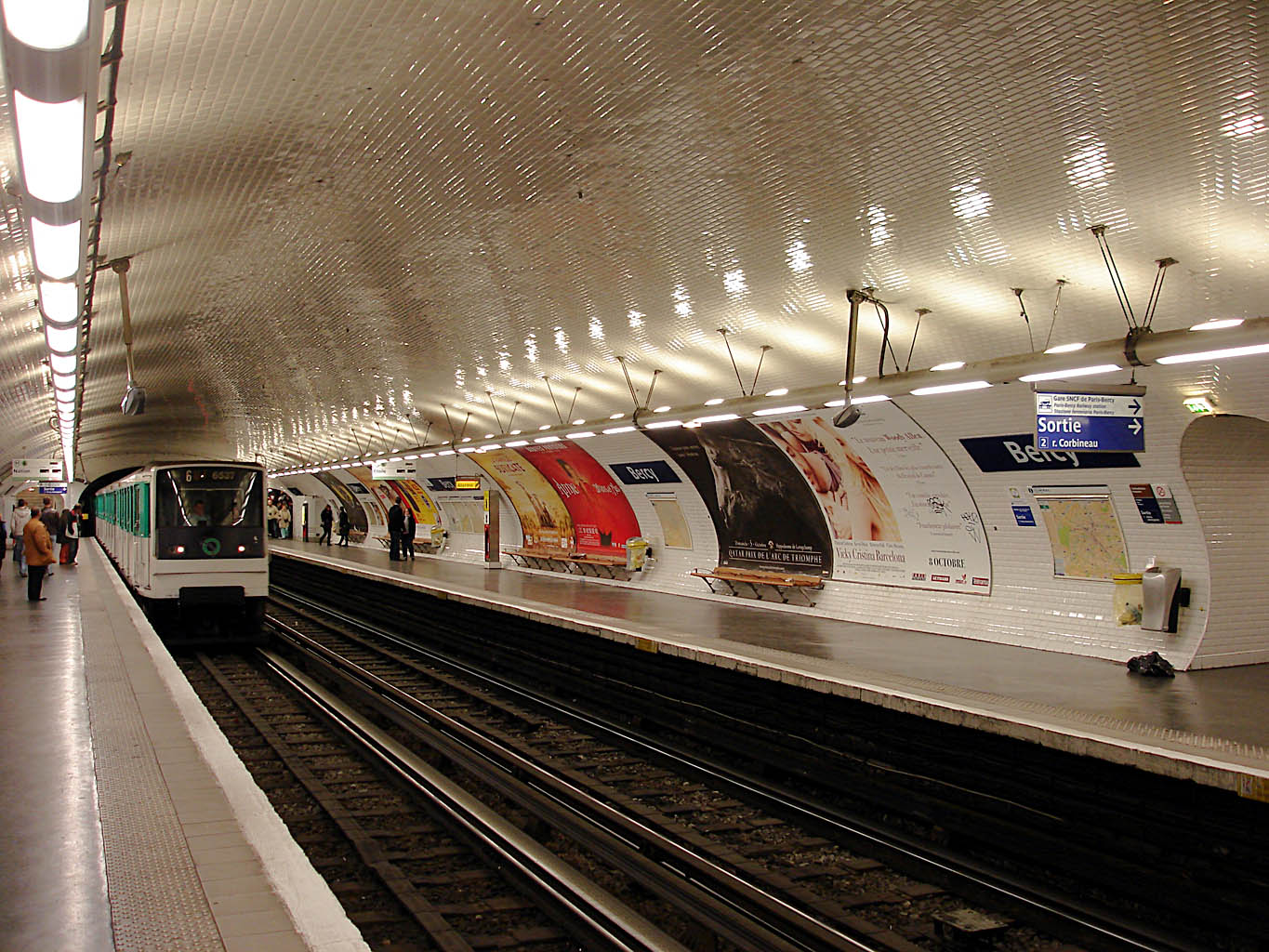
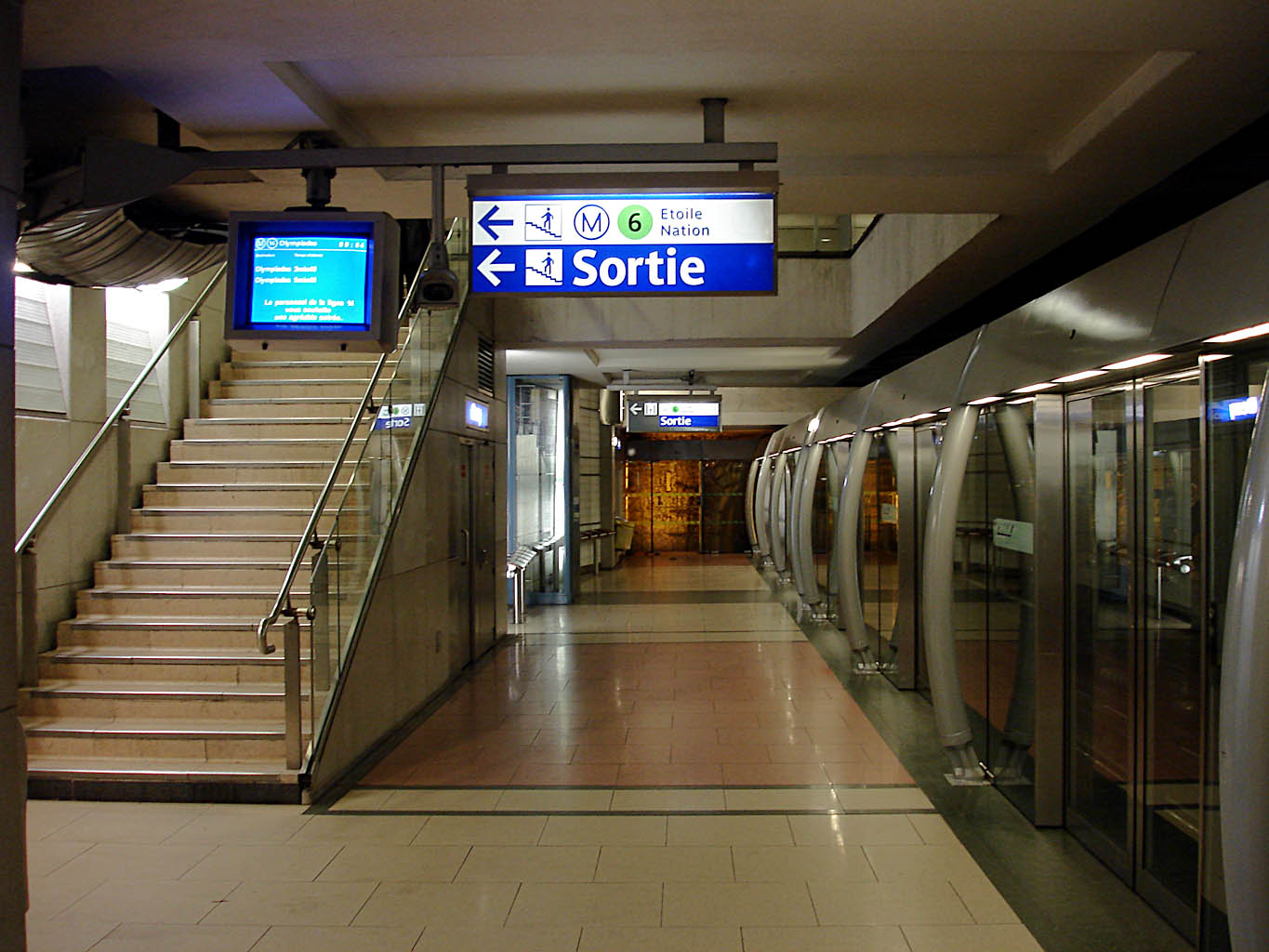
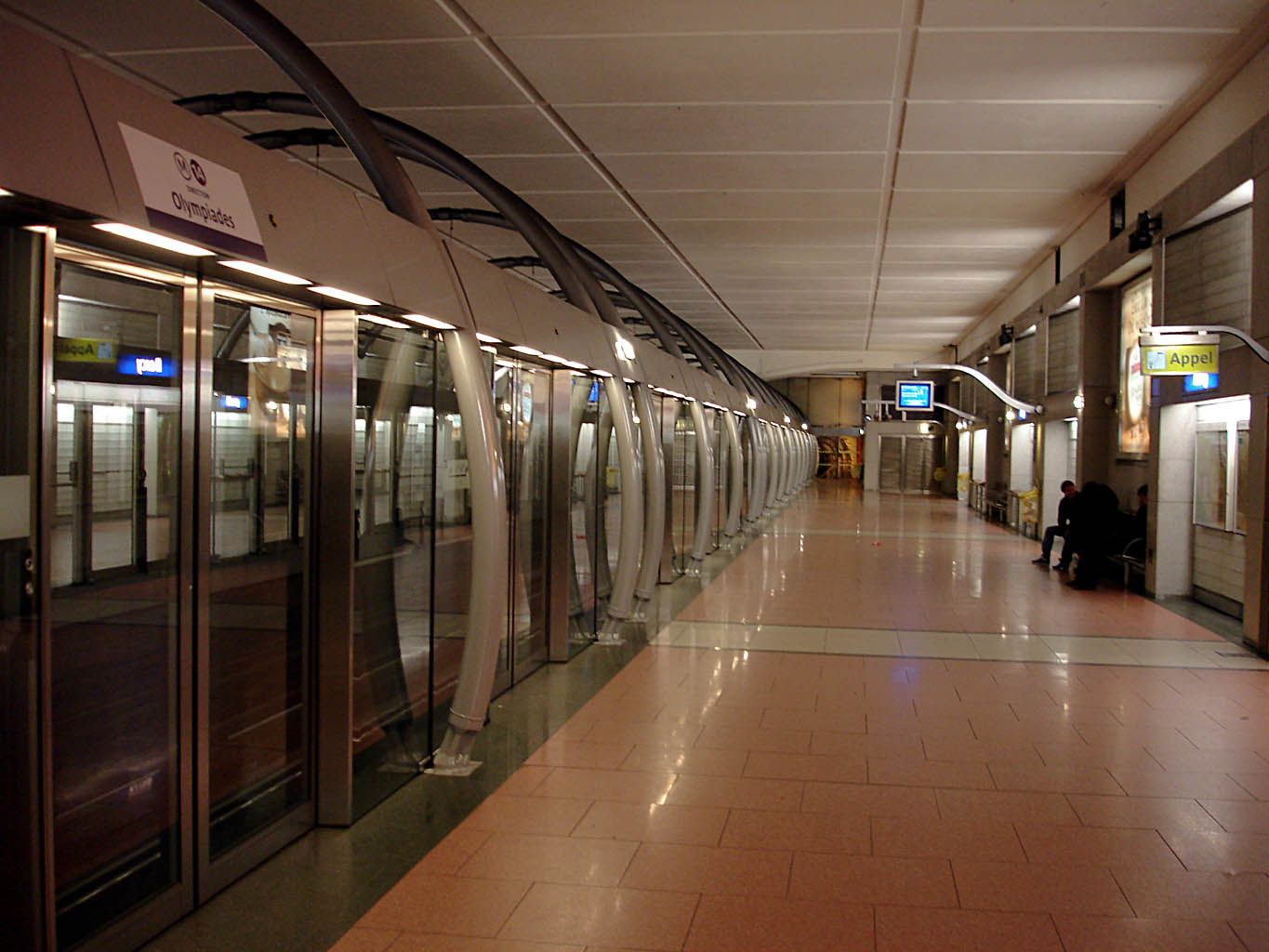
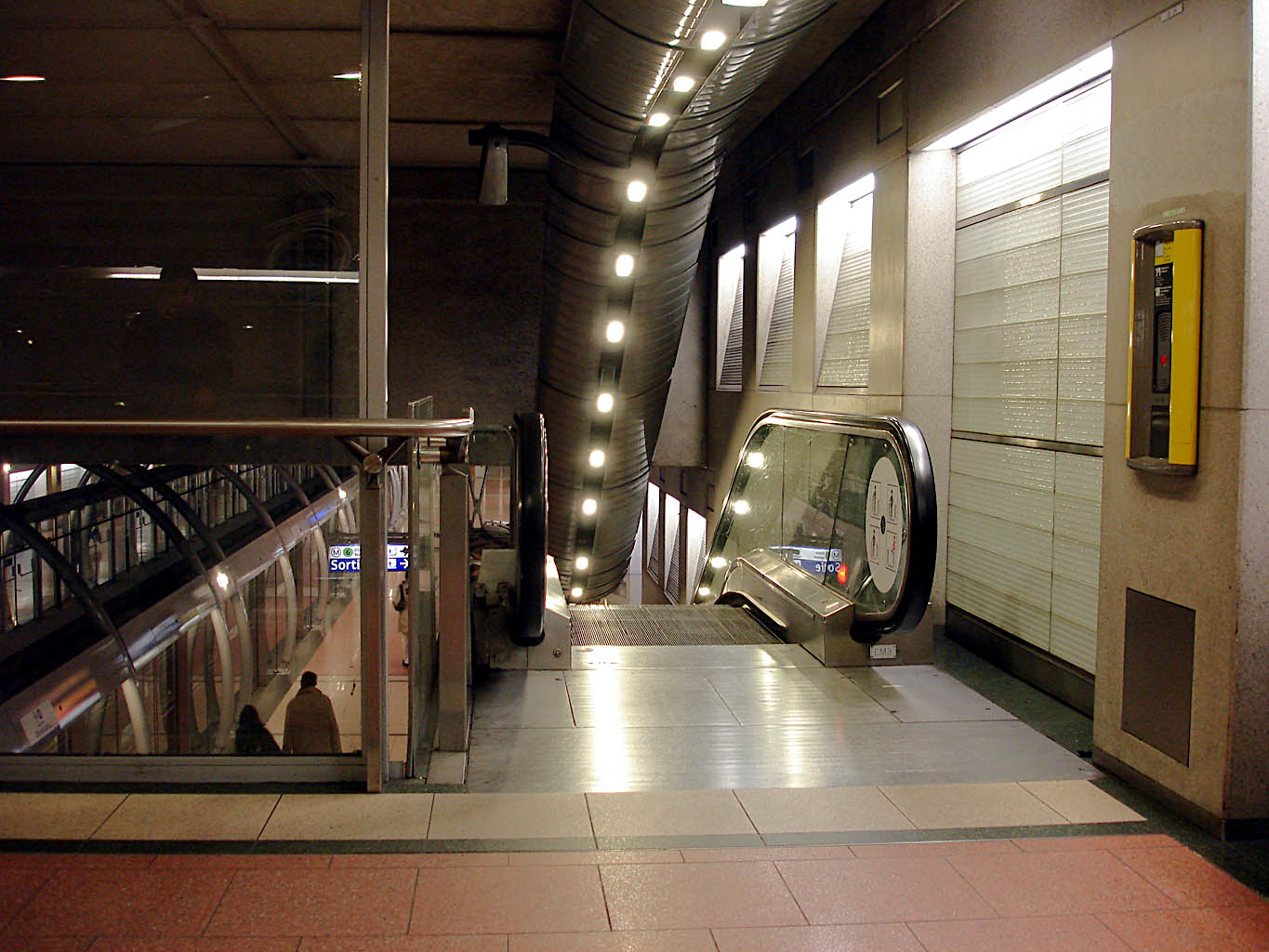
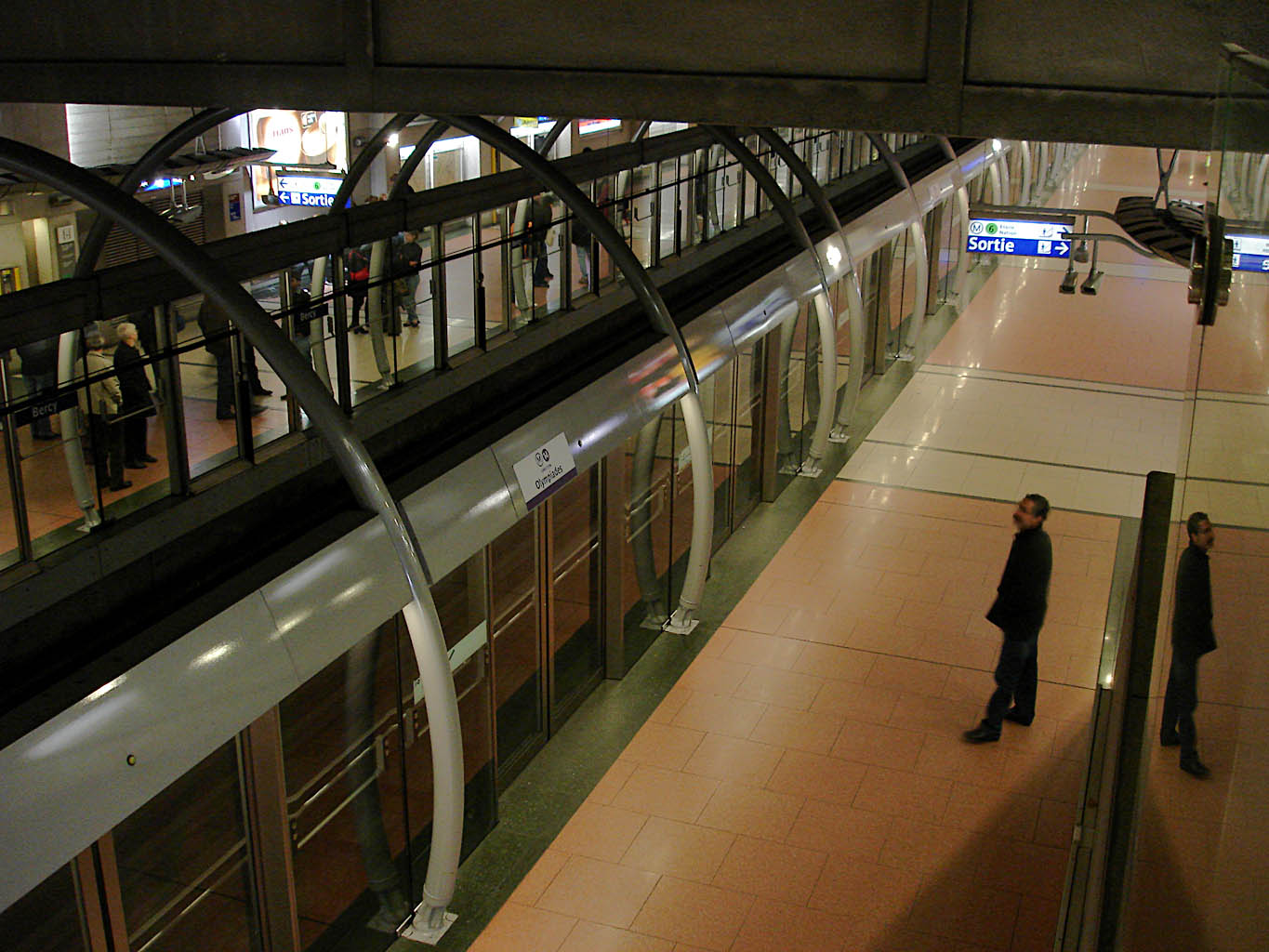